# Джиа Дерза
Джиа Дерза (англ. Gia Derza; род. 15 декабря 1998 года, Огайо, США) — американская порноактриса.

## Карьера
В течение одного семестра изучала социологию и криминологию в Кентском государственном университете, где она также подрабатывала в школьной столовой.
Дебютировала в порноиндустрии в феврале 2018 года в возрасте 19 лет. Её интересы представляет агентство талантов Spiegler Girls. Чаще всего снимается в сценах анального секса. Помимо анальных сцен, снимается также в сценах традиционного, межрасового и лесбийского секса.
В данный момент снимается для таких студий, как Third Degree Films, Evil Angel, Girlfriends Films, Hard X, Naughty America, Reality Kings, Twistys.com, Zero Tolerance Entertainment и других.
В конце июня 2019 года Джиа выигрывает премию XRCO Award в категории «Новая старлетка года». Спустя два года была награждена второй за свою карьеру премией XRCO Award, на этот раз в категории «Супершлюха года». В мае 2022 года Дерза второй раз была признана «супершлюхой года» по версии XRCO Award.
В ноябре 2019 года избрана сайтом Girlsway, который специализируется в области лесбийской порнографии, девушкой месяца. В октябре 2022 года Дерза стала девушкой месяца сайта LoverFans.
По данным на октябрь 2021 года, снялась в более чем 350 порносценах и фильмах.
Признаётся, что её примером для подражания является Абелла Дейнджер.

## Награды и номинации
| Список наград и номинаций | Список наград и номинаций | Список наград и номинаций | Список наград и номинаций                                                                                                | Список наград и номинаций                                      |
| Год                       | Награда                   | Результат                 | Категория | Фильм                                                          |
| ------------------------- | ------------------------- | ------------------------- | --- | -------------------------------------------------------------- |
| 2019                      | AVN Award                 | Номинация                 | Лучшая анальная сцена (вместе с Маркусом Дюпри)                                                                          | Oil Slick                                                      |
| 2019                      | AVN Award                 | Номинация                 | Лучшая новая старлетка                                                                                                   | н/д                                                            |
| 2019                      | Fleshbot Award            | Номинация                 | Лучшая анальная сцена (вместе с Маркусом Дюпри)                                                                          | Oil Slick                                                      |
| 2019                      | Fleshbot Award            | Номинация                 | Лучшая новая старлетка                                                                                                   | н/д                                                            |
| 2019                      | NightMoves Award          | Номинация                 | Лучшая новая старлетка                                                                                                   | н/д                                                            |
| 2019                      | XBIZ Award                | Номинация                 | Лучшая новая старлетка                                                                                                   | н/д                                                            |
| 2019                      | XRCO Award                | Победа                    | Новая старлетка года | н/д                                                            |
| 2020                      | AVN Award                 | Номинация                 | Лучшая анальная сцена (вместе с Миком Блу)                                                                               | Big Wet Asses 28                                               |
| 2020                      | AVN Award                 | Номинация                 | Лучшая сцена секса в виртуальной реальности (вместе с Алексис Тэй, Ванной Бардо, Джейком Адамсом и Хлоей Фостер)         | Sorority Hookup 6                                              |
| 2020                      | XRCO Award                | Номинация                 | Подростковая мечта года                                                                                                  | н/д                                                            |
| 2020                      | XRCO Award                | Номинация                 | Потрясающая аналистка года                                                                                               | н/д                                                            |
| 2021                      | AVN Award                 | Номинация                 | Исполнительница года | н/д                                                            |
| 2021                      | AVN Award                 | Номинация                 | Лучшая анальная сцена (вместе с Маркусом Дюпри)                                                                          | Things Worth Having Are Difficult (из Lewd)                    |
| 2021                      | Fleshbot Award            | Номинация                 | Лучшая анальная сцена (вместе с Чарльзом Дерой)                                                                          | An Anal Favor                                                  |
| 2021                      | Fleshbot Award            | Номинация                 | Лучшая анальная сцена (вместе с Дэмионом Дэйски)                                                                         | Anal Size Queens                                               |
| 2021                      | NightMoves Award          | Номинация                 | Лучшая исполнительница                                                                                                   | н/д                                                            |
| 2021                      | XBIZ Award                | Номинация                 | Лучшая сцена секса — только девушки (вместе с Хлоей Капри)                                                               | True Lesbian                                                   |
| 2021                      | XCritic Award             | Номинация                 | Королева социальных медиа                                                                                                | н/д                                                            |
| 2021                      | XCritic Award             | Номинация                 | Лучшая исполнительница                                                                                                   | н/д                                                            |
| 2021                      | XCritic Award             | Номинация                 | Сцена года (вместе с Мануэлем Феррарой)                                                                                  | Gia Derza Big Butt Anal Slut                                   |
| 2021                      | XRCO Award                | Номинация                 | Любимица года | н/д                                                            |
| 2021                      | XRCO Award                | Номинация                 | Потрясающая аналистка года                                                                                               | н/д                                                            |
| 2021                      | XRCO Award                | Победа                    | Супершлюха года | н/д                                                            |
| 2022                      | AVN Award                 | Номинация                 | Исполнительница года | н/д                                                            |
| 2022                      | AVN Award                 | Номинация                 | Лучшая анальная сцена (вместе с Мануэлем Феррарой)                                                                       | Gia Derza Big Butt Anal Slut (из Manuel Opens Their Asses 8)   |
| 2022                      | AVN Award                 | Номинация                 | Лучшая блоубэнг-сцена | Gia Derza Blow Bang (из Faces of Cum 10)                       |
| 2022                      | AVN Award                 | Номинация                 | Лучшая гэнгбэнг-сцена (вместе с Джонни Гудлаком, Донни Синсом, Майком Манчини и Оливером Дэвисом)                        | Gangbang Auditions 36 — Scene 2                                |
| 2022                      | AVN Award                 | Победа                    | Лучшая лесбийская групповая сцена (вместе с Джиной Валентиной, Отем Фоллс и Эмили Уиллис)                                | We Live Together Season 1 — Episode 4: Saying Goodbye          |
| 2022                      | AVN Award                 | Номинация                 | Лучшая сцена двойного проникновения (вместе с Джулсом Джорданом и Стивом Холмсом)                                        | Gia Derza: Definition of DP’d                                  |
| 2022                      | AVN Award                 | Номинация                 | Лучшая сцена секса вчетвером/оргии (вместе с Джиллиан Джансон, Кельвином Харди и Филти Ричем)                            | Butt Plug Induced Swap                                         |
| 2022                      | AVN Award                 | Номинация                 | Наиболее эпатажная сцена (вместе с Кенной Джеймс, Кэндис Дэр, Пейдж Оуэнс и Эммой Хикс)                                  | Five Lesbians: Wild-Ass Anal Orgy! (из Frisky Anal Nymphos)    |
| 2022                      | Fleshbot Award            | Номинация                 | Лучшая сцена группового секса (вместе с Айзеей Максвеллом, Джоном Джоном и Доном «Три Икса» Принсом)                     | Gia Derza’s Second Appearance                                  |
| 2022                      | XBIZ Award                | Номинация                 | Исполнительница года | н/д                                                            |
| 2022                      | XBIZ Award                | Номинация                 | Лучшая сцена секса — виньетка (вместе с Томми Пистолом)                                                                  | My Young Hotwife                                               |
| 2022                      | XBIZ Award                | Номинация                 | Лучшая сцена секса — только девушки (вместе с Эвелин Клэр)                                                               | Just Let Me Help You!!                                         |
| 2022                      | XRCO Award                | Номинация                 | Исполнительница года | н/д                                                            |
| 2022                      | XRCO Award                | Номинация                 | Оргазмическая оралистка года                                                                                             | н/д                                                            |
| 2022                      | XRCO Award                | Номинация                 | Потрясающая аналистка года                                                                                               | н/д                                                            |
| 2022                      | XRCO Award                | Победа                    | Супершлюха года | н/д                                                            |
| 2023                      | AVN Award                 | Номинация                 | Лучшая анальная сцена (вместе с Заком Уайлдом)                                                                           | Gia Derza: Gaping Anal & Squirt Fun (из Gape for Days)         |
| 2023                      | AVN Award                 | Номинация                 | Лучшая блоубэнг-сцена | Gia Scene 2: Six-Cock Blowbang!                                |
| 2023                      | AVN Award                 | Номинация                 | Лучшая лесбийская сцена (вместе с Эйприл Олсен)                                                                          | Gia Scene 3: Lesbian Strap-On Squirt                           |
| 2023                      | AVN Award                 | Победа                    | Лучшая сцена двойного проникновения (вместе с Джоном Стронгом и Миком Блу)                                               | Gia Scene 1: Double Penetation!                                |
| 2023                      | AVN Award                 | Номинация                 | Лучшая сцена мастурбации/стриптиза                                                                                       | La Bodega Vol 1 E1 (из My Sexy Roommate 2/La Bodega Trilogy)   |
| 2023                      | XBIZ Award                | Номинация                 | Лучшая сцена секса — полнометражный фильм (вместе с Ванной Бардо, Джеем Смузом, Кенной Джеймс, Коди Стилом и Робби Экоу) | The Invitation                                                 |
| 2023                      | XBIZ Award                | Номинация                 | Лучшая сцена секса — фильм-шоу с исполнителем (вместе с Рамоном Номаром)                                                 | Gia                                                            |
| 2023                      | XRCO Award                | Номинация                 | Супершлюха года | н/д                                                            |
| 2025                      | AVN Award                 | Номинация                 | Лучшая сцена двойного проникновения (вместе с Голливудом Кэшем и Робом Пайпером)                                         | Gia Derza Double-Anal & Squirt 3-Way (из Double Anal Angels 2) |
| 2025                      | DarkFans Award            | Победа                    | Лучшая иностранная исполнительница                                                                                       | н/д                                                            |
| 2025                      | XRCO Award                | Номинация                 | Потрясающая аналистка года                                                                                               | н/д                                                            |

## Избранная фильмография
- 2018 — Anal Angels 2
- 2018 — Anal Casting[34]
- 2018 — Anal Newbies 8
- 2018 — Anal Players 5
- 2018 — Barely Legal 25 Year Anniversary
- 2018 — Lesbian Anal Asses 2[35]
- 2018 — Manuel Creampies Their Asses 5
- 2018 — My New Black Stepdaddy 23
- 2018 — Oil Slick
- 2018 — Young Hot Ass